# Tierra Firme (revista)
Tierra Firme fue una revista cultural publicada en España durante los años 1935 y 1936, durante la Segunda República.

## Descripción
Su primer número apareció en 1935. Vinculada al americanismo, tuvo como objetivo el estrechamiento de lazos entre España y Hispanoamérica. Su publicación estuvo al cargo de la Sección Hispanoamericana del Centro de Estudios Históricos.
Inicialmente un proyecto de Américo Castro, la publicación estuvo sin embargo dirigida por Enrique Díez-Canedo; en ella colaboraron autores como Ramón Iglesia, Ángel Rosenblat, Juan Dantín Cereceda, Manuel Ballesteros Gaibrois, Gonzalo Rodríguez Lafora, Juan  Izquierdo Croselles, Gustavo Pittaluga, Julio Álvarez del Vayo, Jorge Basadre, Rodolfo Barón Castro, Ventura García Calderón, Luis de Zulueta, José Eduardo Guerra, Jorge Mañach, Silvio Arturo Zavala o Joseph Nehama, entre otros. De periodicidad trimestral, publicó un total de 8 números.
Cesó en 1936, aunque el último número sería impreso en 1937.